# モリー・ゴードン
モリー・ジューン・ゴードン（Molly June Gordon、1995年12月6日 - ）は、アメリカ合衆国出身の女優。

## 来歴
1995年12月6日カリフォルニア州ロサンゼルス生まれ。監督ブライアン・ゴードンと脚本家・監督ジェシー・ネルソンの娘。ニューヨーク大学に通っていたがプログラムに不満を抱いて2週間で退学し、代わりに夜間クラスに入学し、バルタザールでホステスとして働いた。

## 主な出演作品

### 映画
- 2001年: アイ・アム・サム (I Am Sam)
- 2005年: 奥さまは魔女 (Bewitched)
- 2015年: 涙のメッセンジャー 14歳の約束 (Ithaca)
- 2015年: クーパー家の晩餐会 (Love the Coopers)
- 2018年: ライフ・オブ・ザ・パーティー (Life of the Party)
- 2019年: ブックスマート 卒業前夜のパーティーデビュー (Booksmart)
- 2019年: グッド・ボーイズ (Good Boys)
- 2020年: シヴァベイビー (Shiva Baby)
- 2020年: ブロークン・ハート・ギャラリー (The Broken Hearts Gallery	)
- 2022年: 私は大丈夫ですか？ (Am I OK?)
- 2023年: あなたたち (You People)
- 2023年: シアターキャンプ (Theater Camp)

### テレビ
- 2015年: シン・シティ・セインツ (Sin City Saints)
- 2015年: オレンジ・イズ・ニュー・ブラック (Orange Is the New Black)
- 2016—2018年: アニマルキングダム (Animal Kingdom)
- 2018年: 私たちの漫画の社長 (Our Cartoon President)
- 2019—2022年: ラミー 自分探しの旅 (Ramy)
- 2022—2023年: 勝利の時代: レイカーズ王朝の台頭 (Winning Time: The Rise of the Lakers Dynasty)
- 2023年: 一流シェフのファミリーレストラン (The Bear)